# 台灣史蹟源流研究會
台灣史蹟源流研究會，前身是台灣史講習會，是台灣於1970年代由中國青年救國團、台灣省文獻會所成立的組織，旨在告訴參加學員台灣和中國在遠古時代相連，以此強調台灣和中國密不可分的關係，具有打擊台獨思想的用意。1969年10月由國立歷史博物館館長王宇清，和省、市文獻會合辦「中原文化與台灣歷史文物特展」，出版「中原文化與台灣」專書，推廣台灣與中國關係。特展後，在台北市文獻委員會王國璠奔走下，獲得台灣省文獻會主委張炳楠、台灣省立博物館館長劉衍支持，創辦「臺灣史講習會」，並請中國青年反共救國團總團部支援，分配大專院校歷史系學生參加講習，並由台北市文獻委員會和台灣省文獻會負責。1970年8月，舉辦為期5天的「台灣史講習會」，學員皆為歷史系學生，聘陳奇祿、林衡道、胡一貫、曾廣順為講座師資。1973年，該組織改名為「台灣史蹟源流研究會」，並持續辦理台灣史主題的暑期講習，內容有學者演講、史跡踏查、研究發表、年會活動、出版雜誌等，對當時大專學院內幾乎無台灣史課程的學生來說，具有相當吸引力。

## 組織緣起
1960年代，因台灣海外人士提出「台灣地位未定論」，日本也有古賀三千雄、池田勇人等學者支持台獨，以及島內有人提出「台灣人不是中國人」、「台灣文化不是中國文化」等言論，使得部分人士認為應加強台灣歷史教育及研究，並應在大專院校開設台灣通史或台灣研究課程。1969年，國立歷史博物館舉辦「中原文化與台灣」特展，引起社會迴響。:422-423後續1970年在救國團執行長宋時選授意下，由北市文獻會王國璠發起、台灣省文獻會張炳楠主委、台灣省立博物館劉衍館長支持下，發起「臺灣史講習營」。該組織發起因素係為回應「台獨」分裂主義思想，因而在每年暑期舉辦二梯次（大專生、國中小教師）暑期講習活動，意加強推廣中國與台灣之關聯性。1973年，該組織改名為「台灣史蹟源流研究會」（1973年—1999年），該會以傳遞台灣和大陸在遠古相連，從歷史、地質角度，加強台灣和中國不可分的關係，具有打擊台獨思想的用意。

## 活動

### 暑期研習營
1970年8月，舉辦為期5天的「台灣史講習會」，學員皆為歷史系學生，聘陳奇祿、林衡道、胡一貫、曾廣順為講座師資。1973年暑期，在成功大學辦理兩梯次，第一梯次對象為大專學生，第二梯次為國中小學校長、文史公訓老師，救國團乃將「台灣史蹟研究會」改名為「台灣史蹟源流研究會」。1976年7月，「北」、「中」兩文獻會同步舉辦史研會，參加者區分為北市教師組、台灣省大專生組。1979年高雄升格院轄市後，也加入輪值。在暑期講習會期間，台灣史蹟源流研究會都編印每年度的《青年自強活動－台灣史蹟源流研究會講義》，如1978年冬季編印《台灣史料的收藏與整理》作為該期教師講座之講義。:44

### 中華民國台灣史蹟研究中心創設
1975年8月，王國璠希望「創設一座專門提供台灣史資料機構，作為社會大眾以及史研會會友研究處所」，擬定「中華民國台灣史蹟研究中心」計畫，獲得台北市民政局長楊寶發、救國團總團部執行長宋時選、台灣省民政廳、台灣省文獻委員會支持。1976年台北市、台灣省、高雄市三個文獻會及相關單位聯合成立「台灣史蹟研究中心」，設立於台北市文獻會。:45
該中心有三項重要工作：一是發行《史聯雜誌》，接受各界、學員投稿，由中心的研究組負責；二是創立史蹟源流研究會的年會，活動包含：
1. 徵文比賽，由學員投稿，經評審選出前三名和佳作做論文發表；
2. 學員結業後，以各縣市為單位組成「史蹟小組」，發表該地的史蹟勘考；
3. 由研究組籌畫召開研討會，如1986年召開「台灣史研究暨史料發掘研討會」，邀請學者及鄉土史家18人，1987年和中國民族學會、中央研究院台灣史田野研究工作室合辦，有16篇論文，如鄉土史家黃榮洛的《初探『殺河南兵』事件》。[1]

台灣史蹟研究中心出版如《吳子光全集》、《柏莊詩草》、《詩畸》（擊缽吟）。其中《台灣史叢談》是救國團的台灣史範本，強調台灣及中國地質、文化、血緣密不可分；台灣在《 尚書》中即已載入，強調台人抗清、抗日。由於此書由台灣史蹟源流研究會傳布，具有相當普及性。

## 影響
學者溫振華認為，台灣史蹟源流研究會雖因對抗台獨意識而成立，強調台灣與中國的關係，臺灣史也以「鄉土史」為名，透過該會活動逐漸在中小學教師中受到一些注意，產生「鄉土史等於台灣史」的觀念。學者許雪姬認為，台灣史蹟源流研究會的活動，讓學員透過史蹟勘考走入台灣史研究的堂奧，也對台灣史研究的產生貢獻。